# Debra Paget
Debra Paget, född som Debralee Griffin den 19 augusti 1933 i Denver i Colorado, är en amerikansk tidigare skådespelerska. 
Paget föddes i Denver, Colorado men flyttade redan som barn till Los Angeles där hennes mor hoppades Paget och hennes syskon skulle vinna framgång i nöjesbranschen. Bland hennes syskon är skådespelarna Teala Loring och Lisa Gaye. Paget började sin karriär vid åtta års ålder. Hon filmdebuterade i slutet av 1940-talet; bland hennes första filmer är Ond stad (1948). Hon skrev sedan kontrakt med 20th Century Fox och hennes första film för det bolaget var westernfilmen Den brutna pilen i vilken hon spelade mot James Stewart. Senare medverkade hon bland annat i Gladiatorerna (1954) och De tio budorden (1956) samt spelade mot Elvis Presley i dennes filmdebut, Duell i Texas. Hennes samarbete med 20th Century Fox tog slut efter Desperata män (1957) och hennes karriär i Hollywood började därefter gå utför. Hon gjorde ett par filmer i Europa, bland annat två regisserade av Fritz Lang. Hennes sista filmroll var i Roger Cormans Spökslottet (1963). Paget avbröt sedan sin karriär efter att ha gift sig med en miljonär. Det var hennes tredje äktenskap och de fick en son, men skildes 1980.
Paget är kristen och har synts på TV-kanalen Trinity Broadcasting Network där hon en tid under 1990-talet också hade ett eget program.

## Filmografi, urval
- 1950 – Den brutna pilen
- 1951 – Fjorton timmar
- 1951 – Piratdrottningen
- 1954 – Gladiatorerna
- 1955 – Den vita fjädern
- 1956 – De tio budorden
- 1956 – Duell i Texas
- 1962 – En studie i skräck